# 降E大調華麗大圓舞曲

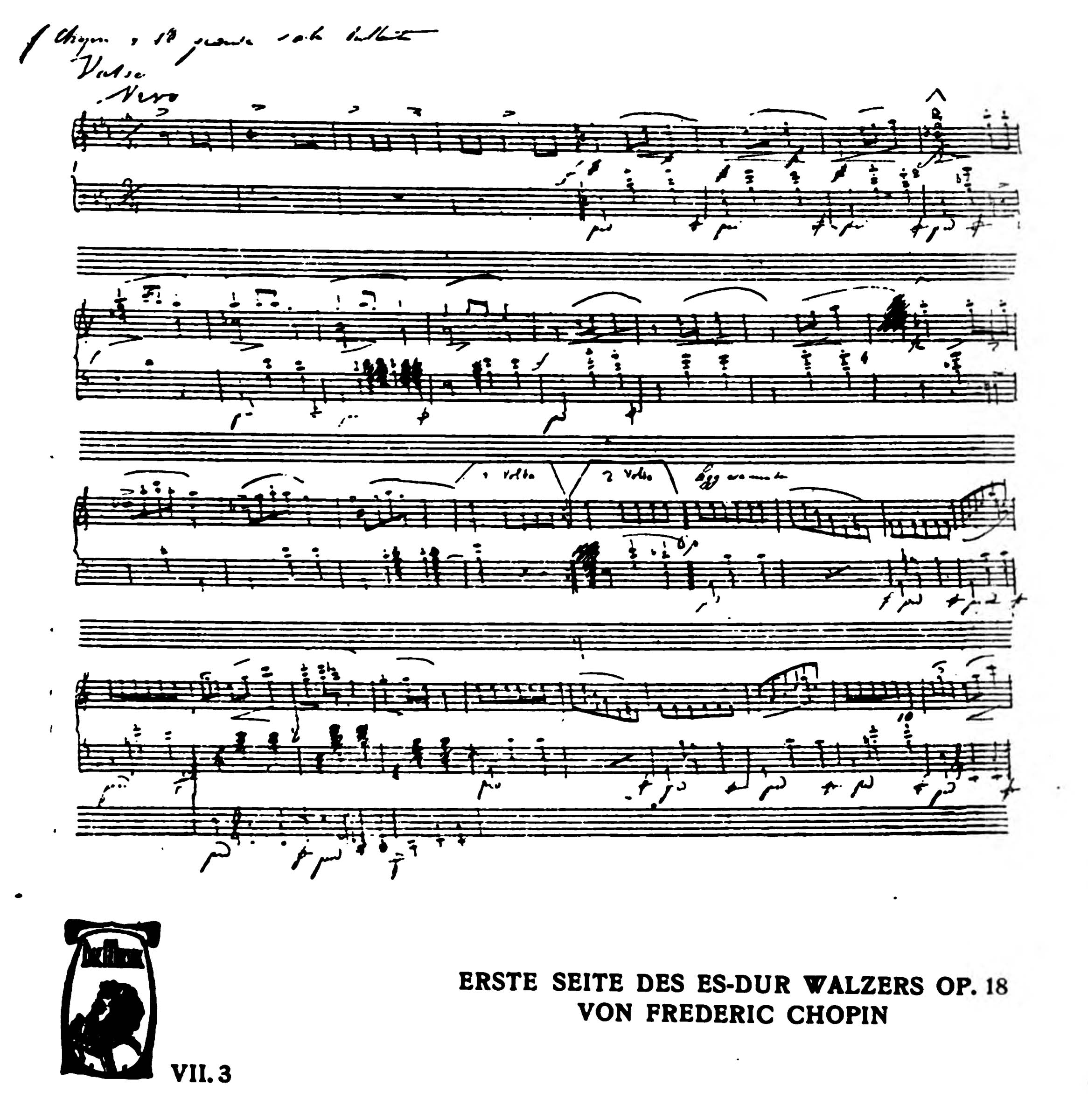
乐谱手稿的第一页

降E大调华丽大圆舞曲（法語：Grande valse brillante），作品18，是肖邦创作于1833年并于1834年出版的一首圆舞曲。此曲是肖邦最著名的圆舞曲之一，旋律轻快欢乐，颇受大众喜爱。肖邦将其献给他的学生罗拉·波斯沃德小姐（Laura Horsford）。这是肖邦第一首出版的为钢琴独奏所作的圆舞曲作品，尽管在1834年之前，他至少写过16首华尔兹，但卻多數失傳(遺失、毀損)、或於逝世後出版。
他在1838年出版的作品34的三首圆舞曲作品也冠上了“华丽的圆舞曲”之称。
1909年，俄罗斯作曲家伊戈尔·斯特拉文斯基为谢尔盖·达基列夫1909年的芭蕾舞剧《仙女座》（Les Sylphides）为这首圆舞曲进行了管弦乐编曲。其他为那部芭蕾舞曲对这首圆舞曲编曲的作曲家还有亚历山大·格列恰尼诺夫、戈登·雅各布、罗伊·道格拉斯和本杰明·布里顿。